# Маймуни крадци
„Маймуни крадци“ (на английски: Monkey Thieves) е документален сериал на National Geographic Channel който разказва за маймунска група от вида макак резос в храма Галтаджи, в Джайпур, Индия. Там те се наслаждават на добър живот, защото поклонниците ги хранят, почитайки индуисткия бог-маймуна - Хануман.
По време на първия сезон бандата се състои от 60 маймуни, водени от алфа-мъжкия Тарак и алфа-женската Рани (наричани в сериите крал и кралица на глутницата). Поради ограничения хранителен ресурс в храма, те често трябва да напускат територията му и да търсят храна в града, където са заплашени от множество враждебни банди и „ловеца на маймуни“ Дана Лал. Във вътрешността на групата има още една заплаха – бунтовникът Замир, който иска да измести Тарак от трона и да бъде крал. Поради буйността си той е заловен от Дана Лал и екстрадиран в провинцията.
Вторият сезон се снима след отделянето на малка група (т.н. „Отцепници“) от бандата, водена от Девдан. Останалата част от групата (наречени „Аристократи“) съставляваща се от 80 маймуни под властта на новия крал Камал скоро е прогонена от храма и трябва да преживява по улиците на Джайпур, но слабият лидер не може да изпълнява задачите си. Скоро и той е заловен от ловеца на маймуни, а Замир се връща от осеммесечното си изгнание. Рани е в отчаяно положение и нарая приема Замир за крал и водач на глутницата. Скоро двамата заедно превземат стария си дом – храма Галтаджи.